# クアウテモク (メキシコシティ)
クアウテモク（スペイン語: Cuauhtémoc）は、メキシコシティを構成する16の管轄区域のひとつである。その名前はアステカ最後の王クアウテモクに由来する。メキシコシティでもっとも古い部分で、地理的にはメキシコシティの中心にあるわけではないが、歴史的・文化的な中心地である。16の管轄区域のうち人口では6位だが、主に商業とサービス業によってメキシコシティのGDPの3割を占めている。クアウテモクにはメキシコ証券取引所があり、観光客を引きよせるメキシコシティの歴史的中心や繁華街ソナ・ロサ、超高層ビルのトーレ・マヨール、HSBC銀行のメキシコ本部がある。博物館、図書館、官庁、市場ほかの商業的中心も多く、労働・買い物・文化施設の訪問のために日に500万人が訪れる。しかし特に歴史的中心において都心の荒廃の問題が甚だしく、1990年代以来再生させるための努力が政府と民間の両方で行われてきた。そのうちにはたとえばアラメダ・セントラルのような公園の再整備や、道路網の再設計を行って9月16日通りやマデロ通りを歩行者専用にしたことなどがある。

## 概要
クアウテモクはソカロ広場を中心とし、その周辺にはアステカの遺跡であるテンプロ・マヨールやメキシコシティ・メトロポリタン大聖堂、国立宮殿がある。面積は3,244ヘクタールで、34の地区(colonia)と2,627のブロックに分かれる。緑地は126.7ヘクタールを占め、1,500の建物が国定記念物に指定され、2つの考古学遺跡（テンプロ・マヨールとトラテロルコ）、公的に歴史的な価値があると認められた建物（1,290の私的建築物、210の公共建築物）、120の政府庁舎、2つの集合住宅を持つ。
毎日500万人もの人が訪れるとは言え、クアウテモクの人口は531,831人（2010年）に過ぎず、16の管轄区域では6位である。ほかの管轄区域で人口が増えているにもかかわらず、クアウテモクの人口は減り続けている。人口の多くは60歳以上で、過半数は単身または夫婦のみで住んでいる。クアウテモクはメキシコシティの住宅のうち7%しか占めていない。クアウテモクの住民の多くはサービス業(57.5%)または商業(23.4%)を仕事にしている。クアウテモク政府の庁舎はブエナビスタ地区にある。
メキシコシティでもっとも古い部分であり、数百年前に建てられた建物が多いため、劣化が重要な問題になっている。かつてのテスココ湖の軟弱な土壌に沈みつつある結果、12の地区にある789の建物が構造的損害を受けて使用禁止になっている。その大部分は歴史的中心および隣接する部分に分布しており、そのいくつかはベジャス・アルテス宮殿および国立人類学歴史研究所によって歴史的・美術的価値を持つと分類されている。このことは数世紀にわたって問題でありつづけ、メトロポリタン大聖堂のような有名な建築物では建物の不均一な沈降による損害を止めるための大規模な工事が行なわれた。
犯罪率はメキシコシティのうち13.9%を占め、メキシコシティでもっとも危険というわけではないが、都市化および大部分の人が外から働きに来ているために比較的危険と考えられており、メキシコシティの治安部によってもっとも無法とされる10の地区のうち7つまでがクアウテモクにある。とくにテピートなどは犯罪の町として悪名高い。そのいくつかはゲレーロ地区や（テピートのある）モレロス地区のように貧民地区であるが、ローマ地区北部のように上流・中流層の地区でも同様の問題がある。もっとも多い犯罪は路上強盗で、1日あたり1.47件が報告されている。企業に対する強盗は日に0.78件、車上荒しが0.71件報告されている。
訪問者の大部分は労働者、市場や文化的アトラクションの訪問者、および観光客である。クアウテモクはメキシコシティで観光客がもっとも多く、主に歴史的中心やソナ・ロサを訪れる。メキシコシティの他の部分から来る人々は博物館や大規模な公設市場を訪れる。人口流入によって1日に80万台の車が走り、交通渋滞はとくに歴史的中心近くにおいてほぼ毎日起きている。

## 歴史

1628年ごろのメキシコシティ、まだテスココ湖に囲まれている

アステカ時代のテノチティトランはテスココ湖の中の島の上に作られ、4つの地域に分割されていた。その中心にあったのがテンプロ・マヨールである。テンプロ・マヨールの遺跡は今のソカロのすぐ近くにある。スペインのコンキスタドールは1521年にテノチティトランの公共建築物の大部分を破壊した。テンプロ・マヨールのある聖域の上にメトロポリタン大聖堂が建設され、モクテスマ2世の宮殿の場所には今の国立宮殿の建物が建てられ、聖域近くの空き地はソカロになった。メキシコシティはヌエバ・エスパーニャの中心地であったため、邸宅・教会・修道院・巨大な公共建築物で埋めつくされ、「宮殿の町」と呼ばれた。

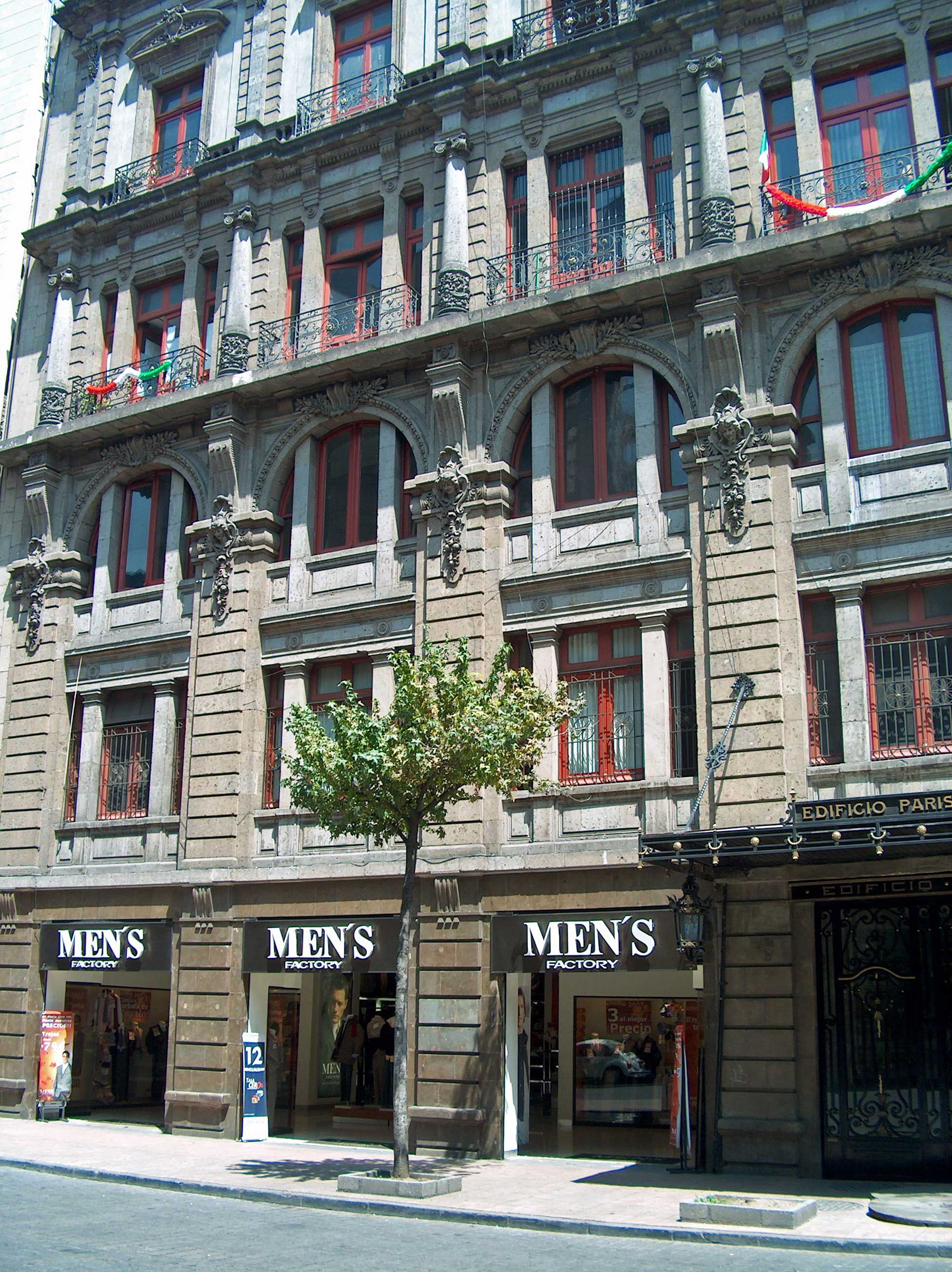
19世紀のポルフィリオ・ディアス時代の建物（ローマ地区）

19世紀はじめにおいても、湖の干拓によって島の面積が増えたとはいえ、メキシコシティは基本的に歴史的中心の中にあった。メキシコ独立革命後の1824年にはほかの州から独立した連邦区とされた。19世紀後半に町は拡大し、とくに歴史的中心の西側にはマクシミリアンの時代に造られたレフォルマ通りに沿って富豪の住む近代的な地区が作られた。貧民や労働者階級の地区は主に北部と南部に作られた。
1928年、アルバロ・オブレゴン大統領は急速に拡大する連邦区を13の区(delegaciones)と本来のメキシコシティ中心部に分けた。1970年、中心部（および旧ヘネラル・アナヤ区）も4つの区に分けられたが、そのひとつがクアウテモク区になった。その後も商業・政治・教育・文化の中心地であり続けたが、富裕層が西部に移ったため、歴史的中心は19世紀末にすでに没落をはじめた。1950年代にメキシコ国立自治大学はこの地域にあったほとんどの施設を南部の大学都市に移転させた。
1950年代以降、クアウテモク区はメキシコの他の地域からの移住者をもっとも多く受け入れてきた。彼らの大部分は辺地の出身で、先住民言語を母語とし、スペイン語は第二言語か、あるいはまったく話せない。2005年の段階でクアウテモクの人口のうち7%をこのような移住者が占めており、彼らは教育などのサービスで負担を抱えている。

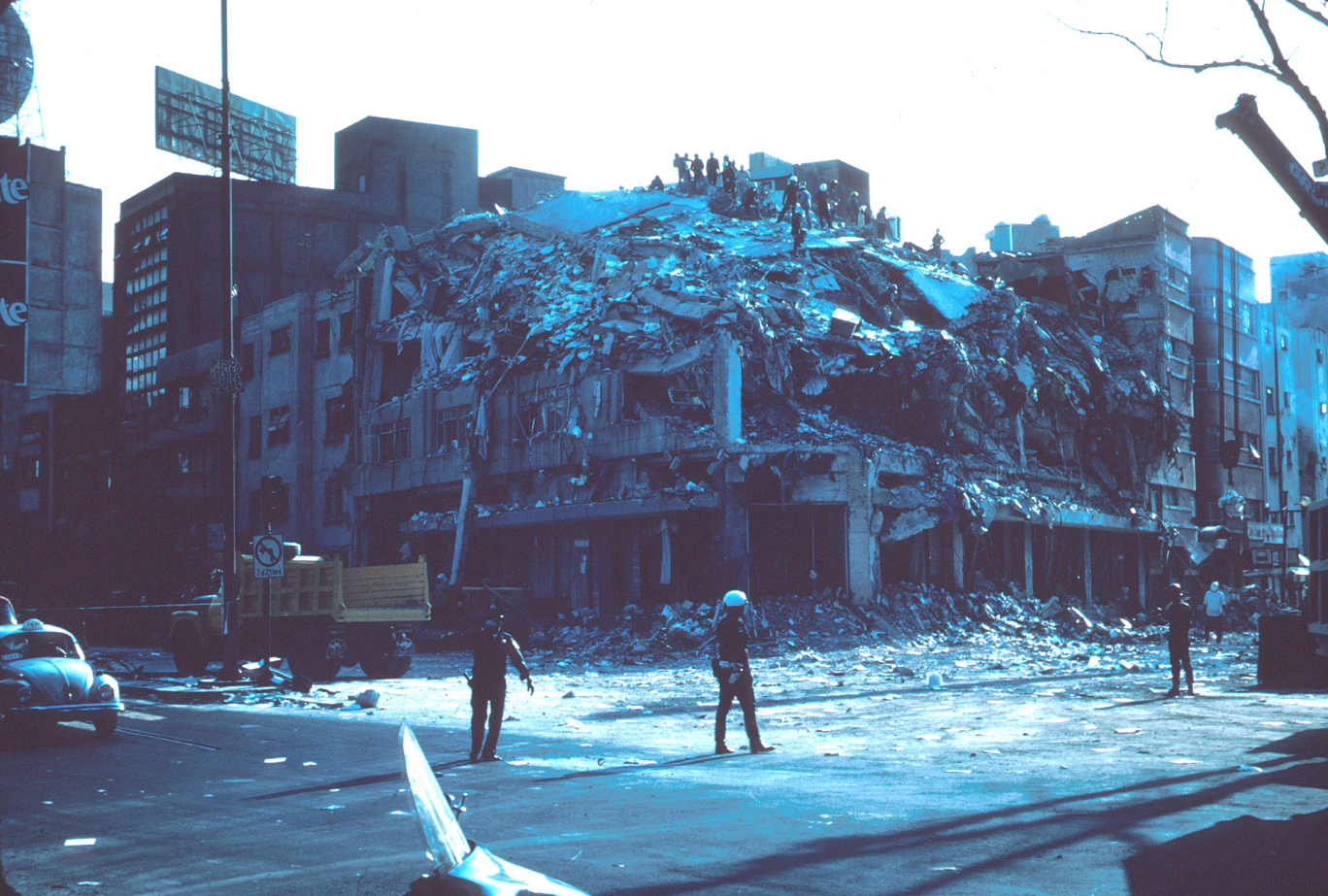
1985年の地震の被害

1985年のメキシコ地震では歴史的中心だけで10万人の住民を失った。ローマ地区も被害がひどく、多くの建物が完全に崩壊した。地震で破壊された建物の多くは再建されず、スラムまたはゴミだらけの空き地と化した。壊れた建物の残骸の一部は2000年代にはいっても残されていた。
富裕層の移住と地震の影響により、クアウテモクの一部は夜間に人の住まない地域になった。かつての邸宅は貧困層のための貸家となり、路上は特に歴史的中心ではスリと物売りに占められ、観光客を失いつつあった。1990年代後半以降、町の再活性化が図られ、歴史的建物の改修、道路の再舗装、水・照明などのインフラの改善作業が行われた。ソカロ一帯の古い通りは歩行者専用となり、大部分の物売りは歴史的中心から追い出された。しかしながら都心の荒廃の問題は今なお未解決であり、また継続的な地方民の移住によって文盲率が増大し、退学者も増えた。またクアウテモク区政府は汚職によって批判されている。

## 経済

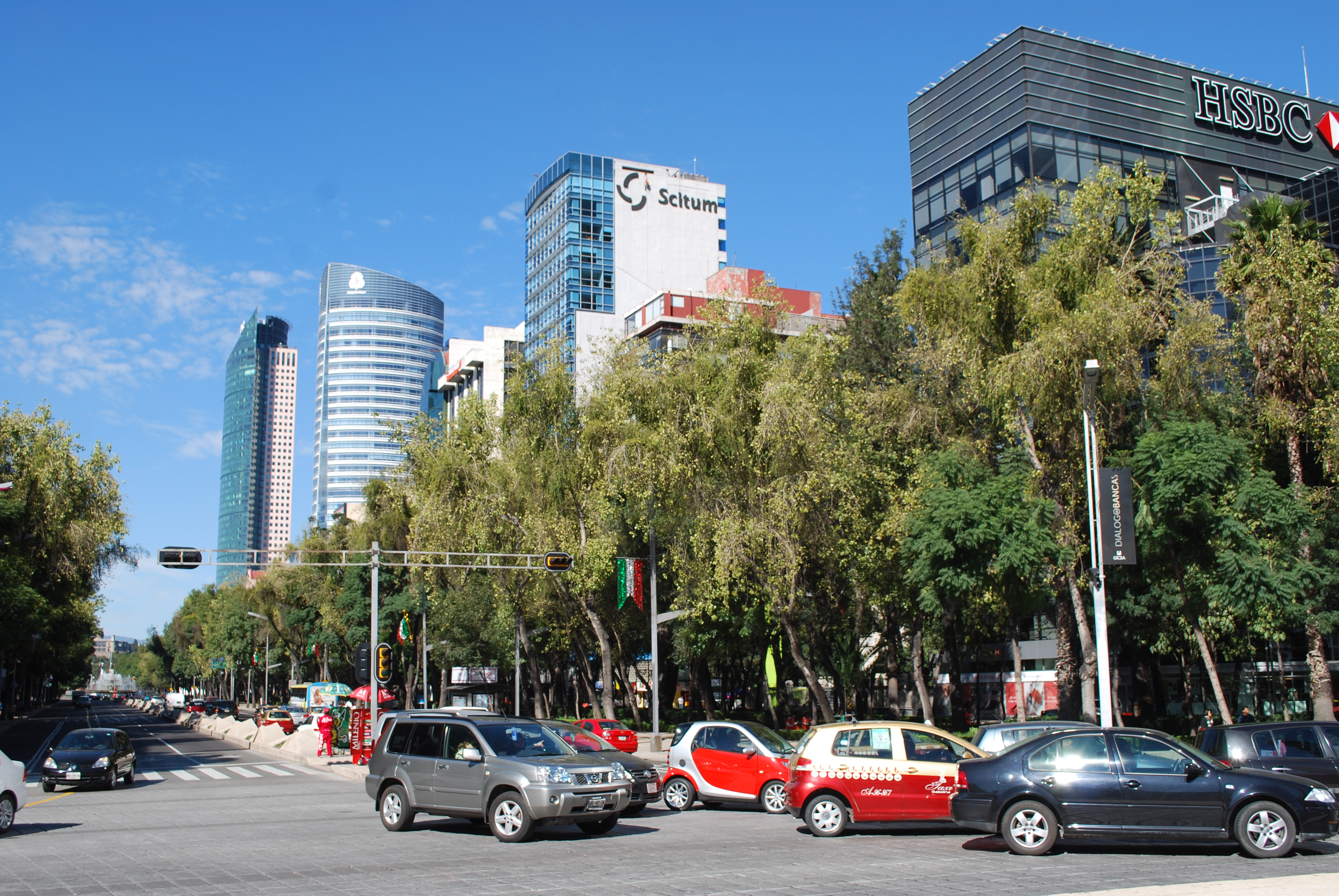
独立記念碑から西のレフォルマ通り沿いの超高層ビル群を見る

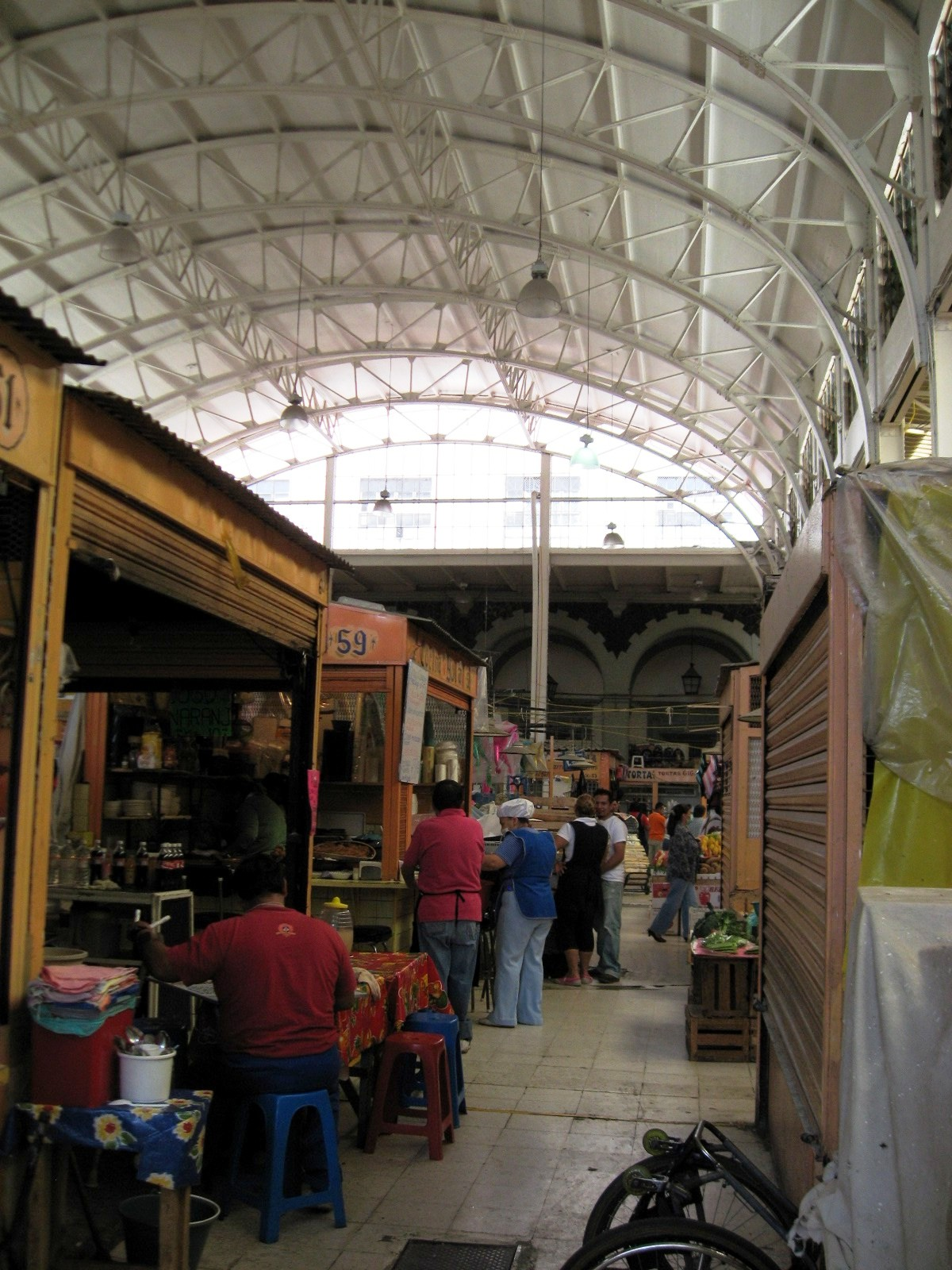
アベラルド・L・ロドリゲス市場の食品店

クアウテモクはメキシコシティのGDPの35%を占め、単独でメキシコで7番目の経済規模を持っている。商業(52.2%)、サービス業(39.4%)が主である。歴史的中心、タバカレラ地区、ドクトレス地区には特に連邦および市の官庁が集中している。
レフォルマ通り沿いの、とくにフアレス地区とクアウテモク地区はもっとも現代的で今も発展しつつある。ここにはメキシコ証券取引所、HSBC銀行のメキシコ本部、および超高層ビルのトーレ・マヨールがあり、現在もオフィスビルや高層住宅の建設が続いている。それ以外の地区はより伝統的で、多数の公設市場、ティアンギス (tianguis) と呼ばれる市場、行商人がある。
クアウテモクは観光客がもっとも多く、特に歴史的中心とソナ・ロサ地区の訪問者が多い。メキシコシティの6,464のホテルのうち389がクアウテモクに集中しており、約半分が4つ星または5つ星である。

## 交通

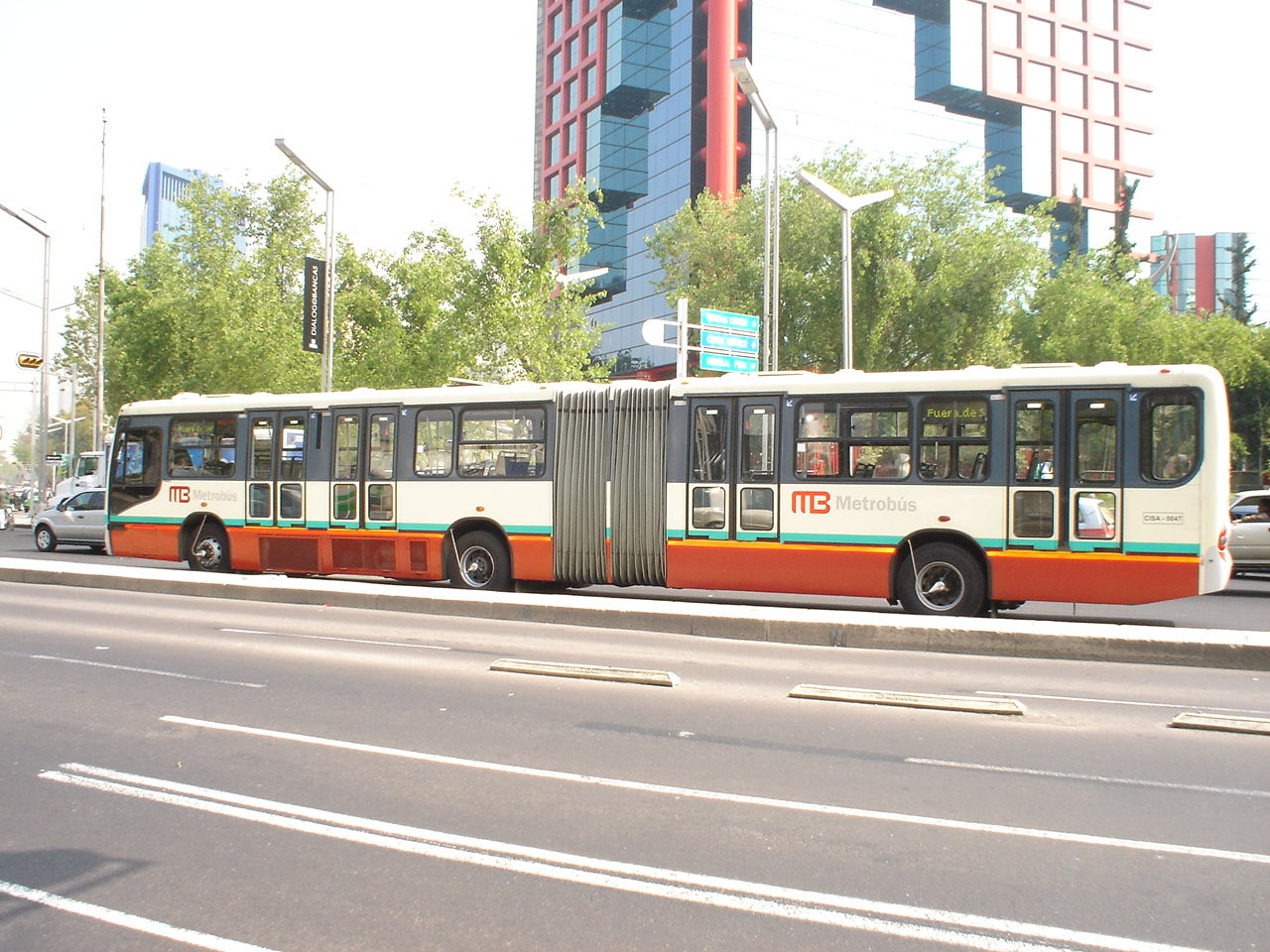
インスルヘンテス通りを走るメトロバス（タバカレラ地区）

クアウテモクには内環状道路(Circuito Interior)、ミゲル・アレマン通り(Viaducto Miguel Alemán)、サン・アントニオ・アバド通り(Calzada San Antonio Abad)の3つの幹線道路が通る。また南北および東西に走るエヘ（Eje, 「軸」）と呼ばれる道があり、とくに南北に走るエヘ・セントラルは歴史的中心を東西に二分している。毎日この地域には大量の人口の流入があるため、1日あたり最大80万台の車が通り、特に歴史的中心においては交通渋滞がしばしば起きる。
クアウテモクにはメキシコシティ地下鉄の線がもっとも多く走っている。1・2・3・5・8・9号線およびB号線が走る。トロリーバスも南北および東西に走っており、メトロバスの1・3号線および多数の路線バスが走っている。他の重要な交通サービスにはメキシコシティ都市圏郊外鉄道があり、南のブエナビスタ駅から北のメヒコ州のクアウティトラン・イスカリ市まで走行している。